# Onitis bocandei
Onitis bocandei là một loài bọ cánh cứng trong họ Bọ hung (Scarabaeidae).